# Walter Laue
Walter Laue (* 17. Januar 1905 in Leipzig; † 22. Februar 1960) war ein deutscher Kommunist, Häftling in den KZ Esterwegen und Buchenwald sowie Leiter einer Oberpostdirektion.

## Lebensdaten
Laue trat als junger Mann in die Kommunistische Partei Deutschlands (KPD) ein und betätigte sich gegen den aufkommenden Faschismus. Wegen Fortsetzung dieser Arbeit in der Illegalität wurde er 1934 von der Gestapo verhaftet und von einem Gericht zu einer Strafe im Zuchthaus Waldheim verurteilt. Im Jahre 1937 wurde er in das KZ Esterwegen überstellt. Von 1938 bis 1945 wurde er im KZ Buchenwald interniert. Hier arbeitete er mit dem Baukommando I im Steinbruch sowie in der Effektenkammer des Lagers.
Nach der Befreiung von der NS-Herrschaft 1945 wurde Laue Mitarbeiter der Abteilung Wirtschaft, Sektor Post- und Fernmeldewesen in der SED-Bezirksverwaltung Leipzig. Seit 1952 war er der Leiter der Leipziger Oberpostdirektion. In der DDR wurde die Betriebsberufsschule (BBS) der Deutschen Post in Leipzig und eine NVA Dienststelle in Oschatz nach ihm benannt. Das Gebäude befand sich in der Querstraße in Leipzig Mitte und wurde später abgerissen.